# Schorfheide (gemeente)
Schorfheide is een gemeente in de Duitse deelstaat Brandenburg, en maakt deel uit van het Landkreis Barnim.
Schorfheide telt 10143  inwoners.

## Geschiedenis
Het gebied is bekend, omdat ten tijde van Nazi-Duitsland er het jachthuis Carinhall van nazi-kopstuk Hermann Göring stond.
De gemeente ligt ten dele in het Biosfeerreservaat Schorfheide-Chorin.
Ten oosten van gemeentedeel Finowfurt  ligt Finow (Oberbarnim), gemeente Eberswalde. 
Schorfheide is op 26 oktober 2003 ontstaan door de fusie van de toenmalige zelfstandige gemeente Finowfurt en Groß Schönebeck (Schorfheide).

## Indeling gemeente
De volgende Ortsteile maken deel uit van de gemeente:
- Altenhof
- Böhmerheide
- Eichhorst
- Finowfurt
- Groß Schönebeck
- Klandorf
- Lichterfelde
- Schluft
- Werbellin